# 44 (szám)
A 44 (negyvennégy) a 43 és 45 között található természetes szám.

## A szám a matematikában
A tízes számrendszerbeli 44-es a kettes számrendszerben 101100, a nyolcas számrendszerben 54, a tizenhatos számrendszerben 2C alakban írható fel.
A 44 páros szám, összetett szám. Kanonikus alakja 22 · 11, normálalakban a 4,4 · 101 szorzattal írható fel. Hat osztója van a természetes számok halmazán, ezek növekvő sorrendben: 1, 2, 4, 11, 22 és 44.
Oktaéderszám. Tízes számrendszerben repdigit.
Két szám valódiosztó-összegeként áll elő, ezek a 82 és az 1849 (=43²).

## A tudományban
- A periódusos rendszer 44. eleme a ruténium.

## A számmisztikában
- A 44 az egyik mesterszám, jelentése: Strukturált erő.